# Most (Film)
Most ist ein Kurzfilm aus dem Jahr 2003, der in tschechisch-amerikanischer Co-Produktion entstand.

## Handlung
Ein alleinerziehender Vater arbeitet als Brückenwärter an einer Zugbrücke an einem See, über die eine Eisenbahnstrecke führt. Wenn ein Schiff kommt, muss die Brücke hochgezogen werden. Der Vater nimmt eines Tages seinen 8 Jahre alten Sohn mit zur Arbeit. Der Sohn hat vorher gesehen, wie eine Frau den Zug bestiegen hat, die offensichtlich Drogen nimmt.
An der Brücke geht der Vater in den Maschinenraum und schickt seinen Sohn an das Ende des Sees. Ein Schiff kommt vorbei, die Brücke wird hochgezogen. Der Zug, der eigentlich laut Fahrplan eine Stunde später ankommen soll, erreicht jetzt schon die Brücke. Der Sohn bemerkt den ankommenden Zug und versucht, seinen Vater zu warnen, der den Zug nicht sehen kann. Der Sohn versucht nun selber, die Brücke abzusenken, fällt aber dabei ins Getriebe. Der Vater steht vor der Wahl, seinen Sohn zu retten und den Zug verunglücken zu lassen, oder die Brücke zu senken und damit seinen Sohn zu töten. Der Vater entscheidet sich für seine Pflicht und senkt die Brücke.
Die Leute im Zug haben nicht mitbekommen, dass ein Junge bei der Rettungstat gestorben ist. Nur die drogenabhängige Frau weiß es, da sie in dem Moment aus dem Zugfenster geschaut hat. Der Vater geht in eine andere Stadt und trifft dort auf die, nun nicht mehr drogenabhängige, Frau, die ein Baby im Arm hält.

## Auszeichnungen
2004 wurde der Film in der Kategorie Bester Kurzfilm für den Oscar nominiert.
Beim Festival Dances With Films wurde er ebenso wie beim Palm Springs International ShortFest als bester Film des Festivals ausgezeichnet. Zudem gewann er das Chrystal Heart beim Heartland Film Festival.

## Hintergrund
Der Film hatte seine Premiere im Januar 2003 beim Sundance Film Festival. Die tschechische Premiere fand am 29. März 2003 beim Pilsen Film Festival statt.
Die Szenen mit der Brücke wurden an der Großen Reglitz in Stettin gedreht.